# Межов, Виктор Поликарпович
Виктор Поликарпович Межов (2 июля 1946, Фёдоровский, Лискинский район, Воронежская область, СССР — 9 сентября 2009, Воронеж, Россия) — советский футболист, выступавший на позиции полузащитника и нападающего. Известен по выступлениям за воронежский «Труд», в составе которого сыграл более 300 матчей.

## Карьера
Воспитанник группы подготовки футболистов воронежского «Труда». В 1963 году с юношеской командой Воронежа стал победителем зонального турнира и участником полуфинального турнира первенства СССР среди юношей.
С 1964 года стал выступать за взрослую команду своего клуба. В течение 11-ти сезонов выступал за команду, сыграл за это время 340 матчей и забил 53 гола в первой и второй лигах первенства СССР. По состоянию на 2017 год входит в десятку лучших игроков в истории клуба по числу сыгранных матчей и забитых голов.
После ухода из «Труда» выступал в любительских соревнованиях за команду Воронежского авиационного завода (позднее — «Буран»). По окончании карьеры работал на авиационном заводе и в предприятиях торговли. Окончил воронежский торговый техникум.
Скончался 9 сентября 2009 года в Воронеже. Похоронен на Левобережном кладбище.

## Достижения
- Бронзовый призёр 3-й зоны Второй лиги: 1972

## Личная жизнь
Сын Вадим (род. 1968) также занимался футболом, выступал за дубль «Факела», но на взрослом уровне не заиграл.